# Acanthoproctus cervinus
Acanthoproctus cervinus е вид насекомо от семейство Tettigoniidae.

## Разпространение
Видът е разпространен в Южна Африка и Намибия. Среща се в пустините Калахари и Намиб, както и в районите Кару и Финбош.